# Gustav Fischer (Staatswissenschaftler)
Wilhelm Gustav Eduard Fischer (* 29. November 1803 in Buttstädt, Thüringen; † 4. März 1868 in Jena) war ein deutscher Staatswissenschaftler. Er war Abgeordneter der Frankfurter Nationalversammlung.

## Leben
Fischer erhielt zunächst Hausunterricht und besuchte dann das Gymnasium in Weimar. 1822 bis 1825 studierte er Rechtswissenschaft, Staatswissenschaft und Geschichte an der Universität Jena. Dort  schloss er sich 1822 der Jenaischen Burschenschaft an. Zwischenzeitlich an der Georg-August-Universität Göttingen, promovierte er 1830 in Jena zum Dr. phil. 1834 wurde er zum Professor der Staatswissenschaften berufen. 1848 war er Mitbegründer des Staatswissenschaftlichen Instituts an der Universität Jena.
In der Deutschen Revolution 1848/49 vertrat er den Wahlkreis Sachsen-Weimar-Eisenach im Paulskirchenparlament. Er gehörte zum Casino (Fraktion) und saß im Durchführungsausschuß und Geschäftsordnungsausschuß, in letzterem als Zweiter Vorsitzender. 1849 nahm er am Gothaer Nachparlament teil. 1850 war er Mitglied des Volkshauses des Erfurter Unionsparlaments.

## Werke
- Über die Einrichtung staatswissenschaftlicher Seminarien auf deutschen Universitäten nebst einem Bericht über das staatswissenschaftliche Seminar zu Jena, 1857.